# Jin Chonshu
Jin Chonshu (japonés: 秦崇秀, rōmaji: Jin Chonshū?, pinyin: Qín Chóngxiù) es un personaje que fue presentado por la compañía SNK en la serie de peleas Fatal Fury y apareciendo también en el videojuego Neo Geo Battle Coliseum. Su seiyu es el renombrado actor Kappei Yamaguchi.
Chonshu aparentemente nació el 6 de junio de 1980 en China, lo cual viene a contrastar con lo que el mismo dijo de haber vivido veintidós mil siglos (aunque en realidad esas son las palabras del espíritu de su ancestro que habitaba en su cuerpo). Los únicos deportes que prefiere son todos aquellos en que no se utilice un balón. Su hermano Chonrei es lo más importante para él. Su música preferida consiste de canciones de series de Anime. El también es muy sarcástico, pero sin llegar a ser perverso.

## Historia
Chonshu aparece por primera vez como uno de los tres jefes en el videojuego Fatal Fury 3, siendo supuestamente el jefe final después de haber derrotado a Yamazaki. En realidad el no es el verdadero jefe final del juego, sino su hermano Jin Chonrei. Chonsu es uno de los dos Gemelos Jin y por lo que menciona, alguien atrapado en ese cuerpo por 2,200 años. Van en búsqueda de un artículo suyo robado, Los Rollos de la Inmortalidad. Ellos saben que los rollos se encuentran en SouthTown por lo que mandan a Yamazaki a que busque los rollos por la ciudad. Cuando inicia el juego, el jugador ignora la existencia de los rollos. Después de derrotar a Yamazaki quien pareciera ser el jefe final, Chonsu hace un comentario sarcástico el cual varia dependiendo del personaje que use el jugador. Posteriormente el jugador es traído hacia el escondite de los hermanos Jin en South Town, Delta Park.
Ahí mismo Chonshu saluda al jugador y le dice que han pasados veintidós siglos y que ahora los poderes de los Rollos Jin serán revelados, el poder de los rollos es más que suficiente para que ellos se conviertan en los Amos del Mundo. Posteriormente a eso el jugador y Chonshu proceden a pelear todo esto acompañado de una pieza de música sinfónica. La pelea se desarrollara en tres escenarios: un escenario con una estatua de un Dragón rodeado de un bosque, un escenario con dos estatuas de dragones en ambos lados y una catarata al fondo y el tercer escenario, con Dragones de hueso cubiertos de fuego.
Si el jugador no jugó de una manera satisfactoria a lo largo del juego, entonces solo peleara con Chonshu en uno de los primeros dos escenarios. Chonshu peleara en el tercer escenario. Después de derrotar a Chonshu su hermano mayor Jin Chonrei aparece y se muestra muy enfadado jurándole al jugador que no escapara de ahí con vida. Independientemente de que el jugador pelee o no contra Chonrei el final del personaje del jugador aparecerá de todas maneras.
Después de los eventos de Fatal Fury 3, Geese Howard escapa con los rollos de la Inmortalidad e intenta conseguir la inmortalidad con ellos. Los peleadores de South Town buscan detenerlos, siendo Terry Bogard el único en llegar a su peligrosa Torre. Chonsu y Chonrei buscan por la ciudad los rollos. Después de que Terry derrota a Geese los hermanos Jin logran hacerse con los rollos de la inmortalidad.
Sin embargo en un giro en la trama, Chonrei destruye los rollos a pesar de las protestas de Chonshu. Chonrei le explica a Chonshu que es mejor vivir unas vidas como niños normales que continuar su existencia maldita como Inmortales. Chonshu eventualmente acuerda en que es lo mejor y posteriormente ambos se van.
En los eventos de Real Bout Fatal Fury 2, en el final de Chonshu, él se vuelve un discípulo de Kim Kaphwan mientras que Chonrei se vuelve un discípulo de Tung Fu Rue (en el final de Chonrei). Aunque ciertos eventos de dicho juego no son considerados parte de la continuidad oficial de la serie, los finales son tomados como parte de la continuidad oficial. 

## Trivia
- Contrario a la creencia popular, Chonshu es hombre y no mujer.
- Su tema en Fatal Fury 3 es llamado Pandora's Box 1, mientras que la reedición de su tema en el Garou Symphonic Sound Trax es llamado First Out of Pandora's Box "An Encounter.
- El hace un cameo con su hermano en el juego The King Of Fighters 2002 en el escenario de China.
- Tanto Chonshu como Chonrei aparecen el escenario de Dragon's Lair (de día) en KOF: Maximum Impact 2.